# 国市池
国市池（くにいちいけ）は、香川県三豊市高瀬町比地中にあるため池である。貯水量は83万4000立方メートル。満水面積22.8ヘクタール。2010年（平成22年）3月25日に農林水産省のため池百選に選定された。

## 概要
1597年（慶長2年）現在の池の東半分を生駒親正が創築し、寛文1668年（寛文8年）に丸亀藩主京極高豊が西半分の池床および堤防の嵩上げ工事をおこなった。この工事で５つの池を統合したが、「五丁池」だけは減水時期に中堤が現れ現在のため池台帳にも記載されている。
平地にあるこの池の水源は、高瀬町麻地区高瀬川をせき止め、6.84ｋｍ疏水によって取水しているが、各所で水漏れが相次いでいた。1932年（昭和7年）から1934年（昭和9年）にかけて、「農業救済事業」により疏水の溝改修工事が行われ、その後旱魃の被害も出さず高瀬町231haの灌漑に利用されている。

## 名前の由来
満濃池を別格として、讃岐の国一番を誇る大池であることから「国一池」として明治初期まで約200 年にわたって表記されていた。また、丸亀藩内第一のため池ということで、国一池と命名されたとも伝えられていたが、明治初期以降「国市池」と改記された。

## 自然
高瀬町の中央部に位置し、国道11号の西側にあり、勝田池と隣り合う自然豊かなため池で、耕作が終わり減水の時期になるとハマシギ、シロチドリやコサギ、ダイサギ、アオサギのサギ類の大群が飛来する。冬季にはカモがピーク時には1000羽を数えそれにまじり毎年、珍しい鳥が飛来するため、野鳥愛好家が野鳥観察のため多く訪れる。
また、隣接する香川県立高瀬高等学校のカヌー部の練習場となっており、湖面での練習と池周辺の、ジョギングや散歩等親水空間としても活用されている。

## アクセス
- JR四国予讃線高瀬駅
- 国道11号・香川県道224号岡本高瀬線